# 15516 Langleben
A 15516 Langleben (ideiglenes jelöléssel (15516) 1999 VN86) a Naprendszer kisbolygóövében található aszteroida. A LINEAR projekt keretében fedezték fel 1999. november 5-én.